# Columnea picta
Columnea picta är en tvåhjärtbladig växtart som beskrevs av Gustav Karl Wilhelm Hermann Karsten. Columnea picta ingår i släktet Columnea och familjen Gesneriaceae. Inga underarter finns listade i Catalogue of Life.